# Forez

Stemma del Forez

Il Forez (in francoprovenzale Forêz) è un'antica provincia della Francia, corrispondente approssimativamente alla parte centrale del moderno 
dipartimento della Loira e ad una parte dei dipartimenti dell'Alta Loira e del Puy-de-Dôme.
Il nome deriva dalla città di Feurs. La lingua storicamente parlata nella regione era il franco-provenzale. Gli abitanti della regione sono chiamati Foréziens. 
Insieme alle province del Beaujolais e del Lyonnais, apparteneva alla généralité di Lione, creata nel 1542.
Fu contea feudale con capitale prima a Feurs e poi a Montbrison.
Il Forez è lo scenario in cui è ambientato uno dei capolavori della letteratura francese, L'Astrea di Honoré d'Urfé. Per questo, la regione viene chiamata talvolta Paese di Astrea (Pays d'Astrée).